# Feirefiz

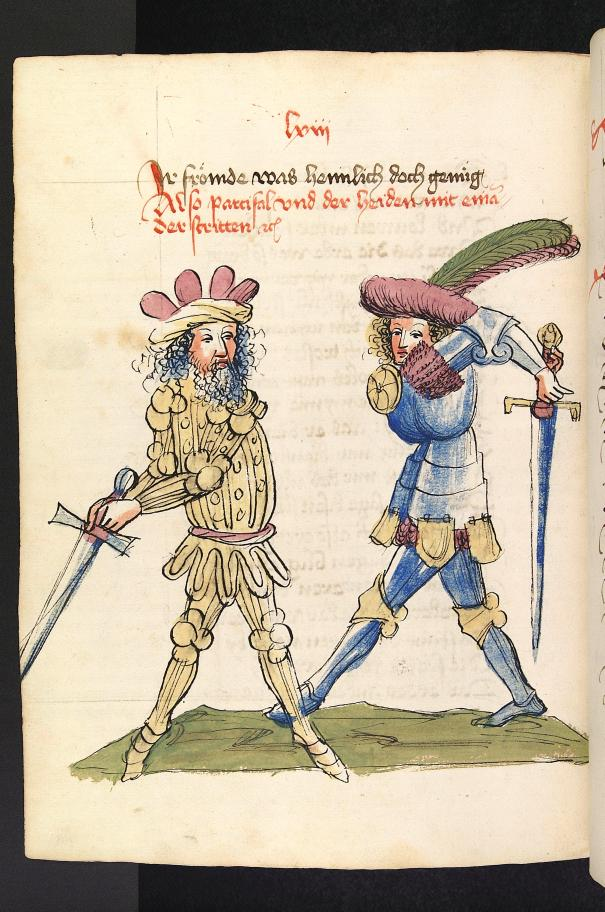
Ilustración del ejemplar del Parzival de Eschenbach del Códice Palatino Germánico (Cpg 339), de la Biblioteca Palatina: el duelo entre Perceval y Feirefiz.

Feirefiz es un personaje del poema artúrico Parzival, de Wolfram von Eschenbach. Es hermano paterno de Perceval, el héroe de la historia. Feirefiz es hijo del primer matrimonio de su padre, Gahmuret, con la reina morisca Belacane, e iguala a su hermano en la habilidad caballeresca. Debido a que su padre era blanco y su madre negra, la piel de Feirefiz consiste en manchas blancas y negras. Su apariencia se compara con la de una urraca o un pergamino con escritura, aunque se lo considera muy guapo.
Mientras sirve al "Baruch" de "Baldac" (Bagdad), Gahmuret defiende a Belacane, reina de la nación pagana de Zazamanc, de sus enemigos. Los dos se casan, y ella pronto queda embarazada de Feirefiz. Belacane no permitirá que su marido participe en los torneos, por lo que se va una noche y viaja a España para buscar un combate caballeresco en secreto. Antes de que pueda regresar, se entera de que su hermano, el rey de Anjou, ha muerto, dejándolo heredar el reino. Al regresar a Europa, se casa con Herzeloyde de Waleis (probablemente Gales), y ella da a luz a Parzival. Muere poco después como resultado de la magia oscura utilizada contra él en una justa fuera de Bagdad, y es reconocido como el mejor caballero de su tiempo.
Más tarde, Feirefiz viaja a Europa con un enorme ejército sarraceno para buscar a su padre. Se encuentra con Parzival y los dos pelean. Aunque Feirefiz demuestra estar a la par de Parzival, Parzival piensa en su esposa Condwiramurs, lo cual le inspira a romper su espada en el casco de Feirefiz. Feirefiz no está dispuesto a luchar contra un hombre desarmado, por lo que pone fin al duelo, afirmando que Parzival habría ganado la batalla si su espada hubiera resistido un golpe más. Se presentan, y después de darse cuenta de que son hermanos, se abrazan y se dirigen a una fiesta con el Rey Arturo y su corte. Mientras está allí, Cundrie el sirviente del Grial llega para llevarse a Parzival al Castillo de Grial de Munsalvaesche. Parzival invita a Feirefiz a unirse a él.
Parzival sana al Rey Pescador Anfortas y se convierte en el nuevo Rey del Grial. Se revela que Feirefiz no puede ver el Santo Grial porque él no es cristiano. Acepta ser bautizado si eso lo ayuda en el amor, y tan pronto como renuncie a su dios pagano Júpiter, puede ver el Grial. Feirefiz se casa con la portadora del Grial, Repanse de Schoye, y después de celebrar la coronación de Parzival, Feirefiz y su nueva esposa regresan a sus tierras en el este. Repanse da a luz al Preste Juan y predican el cristianismo a través de su reino.
Feirefiz representa la creencia de Wolfram de que los sarracenos no eran malvados ni responsables de su falta de creencia en Cristo, una actitud que no era común en la Europa medieval. La cosmología de Wolfram incluía a los no creyentes como hermanos a los que aún no había llegado la palabra del cristianismo.